# یواس‌اس انگسترام (دی‌یی-۵۰)
یواس‌اس انگسترام (دی‌یی-۵۰) (به انگلیسی: USS Engstrom (DE-50)) یک کشتی بود. این کشتی در سال ۱۹۴۲ ساخته شد.